# Venlo (gemeente)

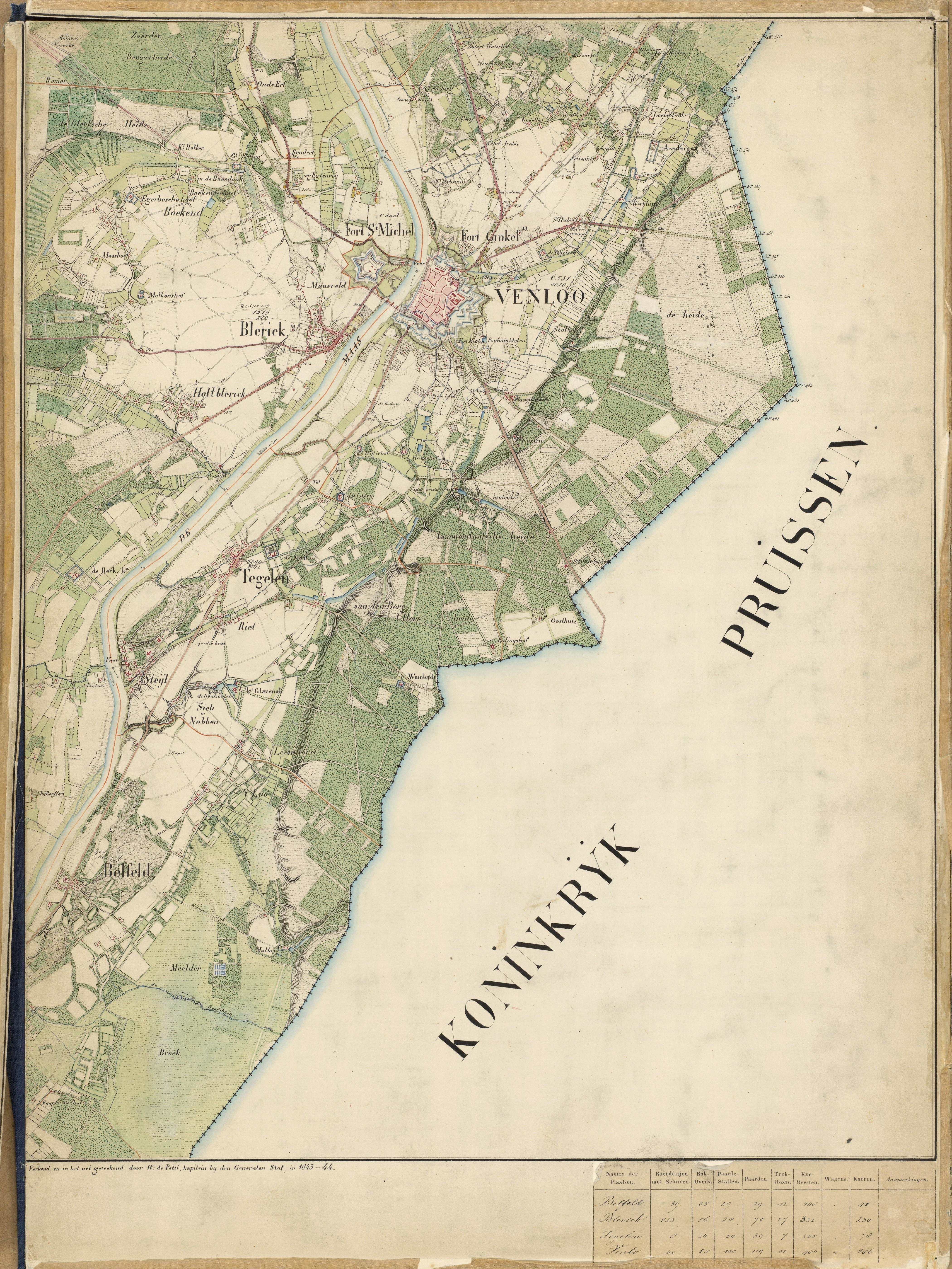
Overzicht Venlo met omliggende dorpen in 1843

De gemeente Venlo (uitspraakⓘ) is de grootste in Noord-Limburg en na Maastricht qua inwonertal de tweede van de Nederlandse provincie Limburg. De gemeente omvat meerdere stadsdelen en dorpen, zoals in het westen aan de overkant van de rivier de Maas Blerick en in het zuiden Tegelen en Belfeld en in het noorden Arcen, Lomm en Velden, en de stad zelf. De gemeente telde op 22 november 2024 103.789 inwoners (CBS). Qua inwonertal staat Venlo daarmee in Nederland op de 31e plaats.

## Geschiedenis
Al in de vroege IJzertijd, zoals uit de opgravingen van de grafheuvels op de Jammerdaalse Heide is gebleken, woonden er mensen in wat nu het grondgebied van de gemeente Venlo is. Blerick kende een Romeinse nederzetting, Blariacum, met een eigen Romeins garnizoen. Er was ook een Romeinse nederzetting aan de overkant van de Maas in Venlo, maar die speelde destijds een minimale rol. In 1343 verwierf Venlo stadsrechten.

### Franse tijd
Tijdens de Franse Tijd bestond Venlo uit meer woonkernen dan alleen de toen nog ommuurde stad, zoals de plaatsen Belfeld en Beesel. De tussenliggende plaats Tegelen werd in de Franse tijd onderdeel van het kanton Bracht (nu behorende tot de Duitse gemeente Brüggen), omdat Venlo zich tegen de toevoeging tot haar gemeente had gekant. Na het vertrek van de Fransen is die indeling weer ongedaan gemaakt.

### Annexatie Blerick
De gemeente Venlo kreeg aan het einde van de negentiende eeuw te maken met een gebrek aan woonruimte. Er werden diverse pogingen gedaan om Blerick van de gemeente Maasbree te scheiden en te annexeren. Dit werd in 1909 in Blerick resoluut van de hand gewezen. Ook in 1911, na de bouw van de nieuwe infanteriekazerne in Blerick, lukte dit niet. Volgens Venlo kon Blerick de openbare orde niet handhaven door de komst van de infanteristen, maar ook dat werd afgewimpeld, net als een annexatiepoging in 1921.
In 1938 werd de discussie nogmaals aangezwengeld door de provincie Limburg, omdat Blerick dichter bij Venlo lag dan bij Maasbree en Baarlo. Ondanks de falende 'annexatiestrijd' werd het centrum van Blerick wel aangesloten op het Venlose licht- en gasnetwerk. Op 1 oktober 1940, ten tijde van de Duitse bezetting van Nederland, viel dan toch het doek voor Blerick en kreeg Venlo er 10.865 burgers bij; met naast de inlijving van Blerick ook die van de dorpen Hout-Blerick en de Boekend, alsook de buurtschap 't Ven.

### Tweede Wereldoorlog
Tijdens de Tweede Wereldoorlog werden bijna alle Joden uit Venlo weggevoerd. De eerste arrestatie van Joodse Venlonaren was die van kloosterlingen op 2 augustus 1942. Daarna volgde de arrestatie van meer Venlose Joden op 10 en 11 november 1942. Er werden acht personen op 16 november 1942 op transport naar Kamp Westerbork gezet. De overigen volgden snel daarna. Vrijwel allen werden vermoord, velen in Auschwitz.
De binnenstad van Venlo, alsmede de noordkant van Blerick, werd in 1944 zwaar beschadigd vanwege vergeefse pogingen van de Britten om de stadsbrug te bombarderen (die uiteindelijk door de Duitsers zelf werd opgeblazen). Ook de Venlose synagoge werd zwaar beschadigd en werd later geheel afgebroken.

### Herindelingen na 2000
Op 1 januari 2001 fuseerden de gemeenten Tegelen en Belfeld met Venlo. Het kloosterdorp Steyl, dat voor die tijd bij de gemeente Tegelen hoorde, maakt sindsdien ook deel uit van de gemeente Venlo. In het kader van een nieuwe voorgenomen gemeentelijke herindeling van Noord-Limburg stemden de gemeenteraden van Arcen en Velden en Venlo op 13 maart 2008 unaniem in met een fusie van beide gemeenten, die op 1 januari 2010 een feit werd. Daarmee bereikte de gemeente Venlo het inwonertal van 100.000. Zij is na Maastricht de grootste gemeente van Nederlands-Limburg qua inwonertal.

## Geografie

Topografische gemeentekaart van Venlo, september 2022

### Plaatsen in gemeente Venlo naar inwonertal
Bron: CBS Kerncijfers 31-12-2022

### Wijken/buurten

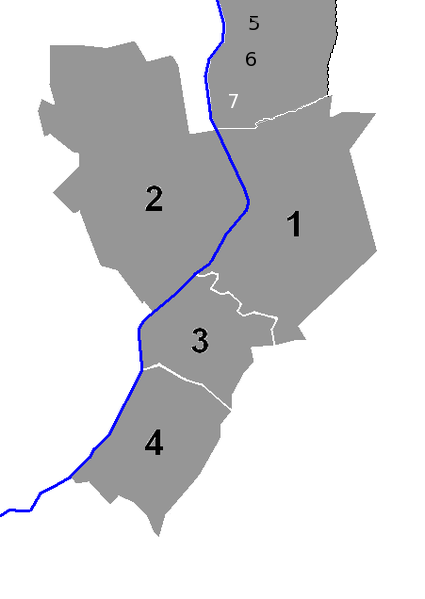
1. Venlo-Centrum
2. Blerick
3. Tegelen
4. Belfeld
5. Arcen
6. Lomm
7. Velden

| Venlo - Venlo-Centrum - Kloosterkwartier - Rosariumbuurt - Q4 - Venlo-Oost - Hogekamp - Leutherberg - Vogelhut - Bloemenbuurt - Groot-Stalberg - Stalberg - Groenveld - Vinckenbosje - Stalberg-Noord - Stalberg-Oost - Grote en Kleine Heide - Nieuw-Stalberg - Venlo-Zuid - Hagerbroek - Hagerhof - Sinselveld - Wijlrehof - Jammerdaal - Onderste Molen - Bovenste Molen - Venlo-Noord - Genooi - Meeuwbeemd - Veegtes - Venlo Noord-oost - Herungerberg - Het Ven - Venkoelen | Blerick - Blerick - Tuindorp - Centrum - Sint-Annakamp - Molenbossen - Zonneveld - Hazenkamp - Vastenavondkamp - 't Cour - Smeliënkamp - Hof van Blerick - Ubroek - Horsterweg - Kazernekwartier - Venlo Trade Port - Trade Port West - Trade Port Oost - Trade Port Noord - Venlo Greenpark - Fresh Park Venlo - Vossener - Klingerberg - Hout-Blerick - Meuleveld - Op de Leues - 't Brookerveld - Centrum - Buitengebieden - 't Brook - De Luien Hook - 't Laorbrook - Watermeulehook - Boekend - Boekend - Buitengebied: - Crayelheide | Tegelen - Steyl - Oud-Steyl - Nieuw-Steyl - Tegelen - Centrum - Maasveld I - Sint Josephparochie - Maasveld II - Windhond - Op de Heide - Egypte | Belfeld - Centrum - Geloo - Het Broek - Bolenberg | Arcen en Velden - Arcen - Centrum - Lingsfort - Brandemolen - Veld - Bad Arcen - Lomm - Centrum - Hanik - De Voort - Velden - Centrum - Schandelo - Het Vorst - Hasselt - De Krosselt - Vilgert - Hasselderheide - Bong - Vogelbuurt - Solingerhof |

### Buurgemeenten
Op 1 januari 2010 fuseerden een aantal gemeenten in Noord-Limburg, waardoor Venlo andere buurgemeenten kreeg.
| Aangrenzende gemeenten sinds 1 januari 2010 | Aangrenzende gemeenten sinds 1 januari 2010 | Aangrenzende gemeenten sinds 1 januari 2010 | Aangrenzende gemeenten sinds 1 januari 2010 | Aangrenzende gemeenten sinds 1 januari 2010 |
| ------------------------------------------- | ------------------------------------------- | ------------------------------------------- | ------------------------------------------- | ------------------------------------------- |
| Horst aan de Maas                           |                                             | Bergen                                      |                                             | Geldern (D)                                 |
|                                             |                                             |                                             |                                             |                                             |
| Horst aan de Maas                           | Straelen (D)                                |                                             |                                             |                                             |
|                                             |                                             |                                             |                                             |                                             |
| Peel en Maas                                |                                             | Beesel                                      |                                             | Nettetal (D)                                |

## Politiek en bestuur

### College van burgemeester en wethouders

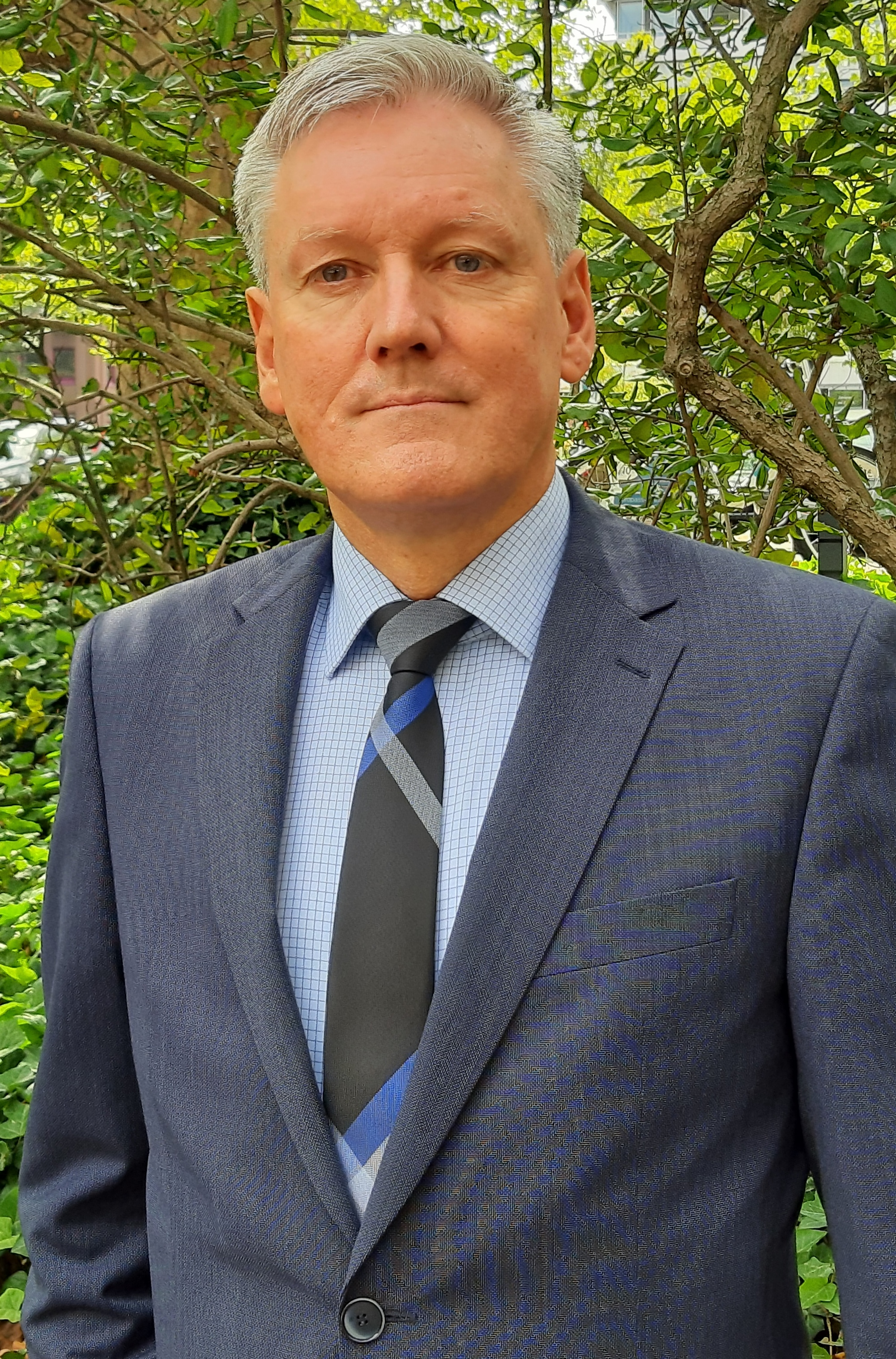
Burgemeester Antoin Scholten (VVD)

Het college van burgemeester en wethouders voor de periode 2022-2026 wordt gevormd door een coalitie van EENLokaal, CDA, PvdA, GL (24 van de 39 zetels). A.S. (Antoin) Scholten (VVD) is burgemeester. 

### Gemeenteraad
| Partij                                     | 1998 | 2000 | 2006 | 2009   | 2014 | 2018 | 2022 |
| ------------------------------------------ | ---- | ---- | ---- | ------ | ---- | ---- | ---- |
| EENLokaal                                  | -    | -    | -    | -      | -    | 7    | 8    |
| CDA                                        | 10   | 12   | 7    | 8      | 7    | 7    | 7    |
| PvdA                                       | 5    | 3    | 8    | 5      | 6    | 4    | 5    |
| GroenLinks                                 | 5    | 5    | 6    | 3      | 2    | 3    | 4    |
| VVD                                        | 7    | 7    | 7    | 12     | 8    | 6    | 4    |
| Venlose Senioren Partij (VSP)              | -    | -    | -    | -      | -    | -    | 4    |
| D66                                        | 1    | 1    | -    | 2      | 2    | 1    | 3    |
| PVV                                        | -    | -    | -    | -      | -    | 4    | 2    |
| Forum voor Democratie                      | -    | -    | -    | -      | -    | -    | 1    |
| DENK                                       | -    | -    | -    | -      | -    | -    | 1    |
| SP                                         | 2    | -    | -    | 2      | 4    | 4    | -    |
| 50PLUS                                     | -    | -    | -    | -      | -    | 3    | -    |
| Lokale Democraten                          | -    | -    | -    | -      | 5    | -    | -    |
| VenLokaal (tot 2011: Belfeldse Demokraten) | -    | 2    | 2    | 2      | 5    | -    | -    |
| Blerickse Democraten                       | -    | -    | 2    | 2      | -    | -    | -    |
| Tegelse Democraten                         | -    | 3    | 2    | 2      | -    | -    | -    |
| Samen (tot 2000: Nieuwe Lijst '93)         | 3    | 3    | 2    | -      | -    | -    | -    |
| Realisten '82                              | -    | 1    | 1    | 1      | -    | -    | -    |
| Totaal                                     | 33   | 37   | 37   | 39     | 39   | 39   | 39   |
| Opkomst                                    |      |      |      | 46,62% |      |      |      |

### Structuur
| Venlo            | Venlo            | Supranationaal         | Nationaal            | Nationaal            | Provincie            | Waterschap         | Arrondissement               | COROP-Gebied  | Gemeente        |
| ---------------- | ---------------- | ---------------------- | -------------------- | -------------------- | -------------------- | ------------------ | ---------------------------- | ------------- | --------------- |
| Administratief   | Niveau           | Europese Unie          | Nederland            | Nederland            | Limburg              | Limburg            | Limburg                      | Noord-Limburg | Venlo           |
| Administratief   | Bestuur          | Europese Commissie     | Nederlandse regering | Nederlandse regering | Gedeputeerde staten  | Dagelijks Bestuur  | Rechtbank Limburg            | -             | College van B&W |
| Administratief   | Raad             | Europees Parlement     | Eerste Kamer         | Tweede Kamer         | Provinciale staten   | Algemeen Bestuur   | Gerechtshof 's-Hertogenbosch | -             | Gemeenteraad    |
| Kiesomschrijving | Kiesomschrijving | Kiesdistrict Nederland | Provincie Limburg    | Kieskring Maastricht | Kieskring Maastricht | Waterschap Limburg | -                            | -             | Venlo           |
| Verkiezing       | Verkiezing       | Europese               | Eerste Kamer-        | Tweede Kamer-        | Provinciale Staten-  | Waterschaps-       | -                            | -             | Gemeenteraads-  |

### Stedenbanden
Alle zustersteden van Venlo hebben als overeenkomst dat zij eveneens in de nabijheid van een landsgrens liggen.
- Krefeld (Duitsland), sinds 1964

In Venlo ligt de Krefeldseweg, in Krefeld ligt op haar beurt de Venloer Straße.
- Salzhemmendorf, sinds 2010 via Velden
- Klagenfurt (Oostenrijk), 1961-2010

In Venlo ligt de Klagenfurtlaan, in Klagenfurt ligt op haar beurt de Venloweg.
In het miniatuurpark Minimundus in Klagenfurt staat een miniatuur van het stadhuis van Venlo als aandenken aan de stedenband.
- Gorizia (Italië), 1965-2010

De officiële stedenbandstatus met Klagenfurt en Gorizia werd door Venlo in 2010 verbroken, omdat er al decennia geen uitwisseling en samenwerking met deze steden was geweest. Daarnaast was Venlo zich steeds meer gaan richten op het Duitse achterland en Oost-Europa.

## Stadsbeeld
De hoogste gebouwen van de gemeente Venlo boven de dertig meter (aller tijden):
- Stadstoren gebouwd pal voor de Venlose St. Martinuskerk (90 meter) (1477-1766)
- Innovatoren (70 meter / 12 verdiepingen) (2011)
- De kerktoren van de Tegelse St. Martinuskerk (68 meter) (1430)
- Romertoren (65 meter / 18 woonlagen) (2011)
- Vleugelflat St. Annakamp ("De Knoepert") (55 meter) (1974-1999)
- De (losstaande) klokkentoren van de Blerickse Antoniuskerk (52 meter)
- De kerktoren van de Blerickse Lambertuskerk (circa 50 meter)
- De tweede kerktoren van de Venlose St. Martinuskerk (49 meter) (1610-1945)
- Kantoortoren Trencadis/A73 (45 meter) (2011/2012)
- De huidige, derde kerktoren van de Venlose St. Martinuskerk (45 meter) (vanaf 1953)
- Stadskantoor Venlo (43 meter) (gereed in 2015)
- De eerste kerktoren van de Venlose St. Martinuskerk (42 meter) (1410-1610)
- Woonflat "Maaszicht" (41 meter)
- Julianatoren (40 meter) (1972-2023)
- Crescendo (4 torens, variërend van 32-40 meter, aaneengeschakeld door lagere structuur; woon-zorgcomplex) (2011)
- De Molenbossenflats (vier flats van 39 meter hoog) (1967)
- Fabrieksgebouw van DSM Andeno, locatie complex 6 (39 meter)
- De oude watertoren in Steyl (38 meter) (1909)
- Woonzorgflat "Hertogin Isabella" (36 meter) (2011)
- Woonflat "De Slieënberg" (36 meter)
- Opslagsilo havencomplex (36 meter)
- Toren Nedinscogebouw (35 meter) (1929)
- Maaswaard-gebouwen (Maasstaete & Residence La Meuse) (beide 35 meter) (1996)
- Schoorsteen Canoy-Herfkens (33 meter) (1895)
- Wooncomplex Fort Sint-Michiel (32 meter)
- Woonflat "Markies Spinola" (32 meter) (2011)
- De watertoren in Egypte (32 meter) (1939)
- Fontys Hogescholen (32 meter) campustoren van studiecomplex
- De Watertoren in Venlo (31 meter) (1958-2004)

## Educatie

### Basisonderwijs
Het basisonderwijs telt 38 scholen, verdeeld over een rooms-katholieke grondslag (26), openbaar (4), algemeen bijzonder (5), protestants (1), islamitisch (1) en antroposofisch (1). Twaalf van deze scholen vallen onder het bestuur van Kerobei, die verder ook scholen in de koepel heeft in buurgemeenten.

### Middelbaar onderwijs
In het middelbaar onderwijs telt de gemeente vijf reguliere scholen, te weten:
- Voortgezet onderwijs:
  - Valuascollege
  - Blariacumcollege
  - College Den Hulster
- Middelbaar beroepsonderwijs:
  - Gilde Opleidingen
  - VISTA college
- Verder in het voortgezet speciaal onderwijs/praktijkonderwijs:
  - Wildveldcollege
  - VSO Ulingshof
  - VSO de Wijnberg

### Hoger/academisch onderwijs
- Fontys Hogeschool Venlo
- HAS
- Maastricht University Campus Venlo

Deze instituten voor hoger onderwijs werken bovendien samen in de sinds 2017 opgerichte Brightlands Campus Greenport Venlo, samen met diverse kennisinstituten en bedrijven. De regie voor de ontwikkeling van het gebied is in handen van de Provincie Limburg.
In 2017 gaf de Roemeense Universiteit UGAL uit Galata te kennen interesse te hebben in vestiging in Venlo voor een medische faculteit. Maar ook een Business School, een faculteit Rechtsgeleerdheid en een faculteit Traditionele Chinese geneeskunde zou daarbij een optie zijn. Het instituut heeft zelfs al een website onder de naam Venlo University. Nadat het beoogde pand door de gemeente Venlo zelf in gebruik is genomen, werd echter niets meer vernomen van de Roemeense universiteit.
Verder heeft Venlo enkele instituten die opleidingen aanbieden op hobby-gebied. Deze instituten zijn sinds 2005 gebundeld in het Kunstencentrum Venlo en Omstreken.

## Cultuur

### Sport

#### Voetbal
Betaaldvoetbalclub VVV-Venlo, speelt in de eerste divisie. Andere voetbalverenigingen in Groot Venlo zijn;
- Venlosche Boys
- RKSV FCV Venlo
- VVV'03
- VV VOS
- HBSV
- SV Blerick

#### Andere sportverenigingen (selectie)
- HandbaL Venlo
- Venlose Hockey Club
- HSCV Mustangs
- Civitas
- BVC Holyoke
- MOSA-regio
- Scopias is medeorganisator van de Venloop. Hardloper Marco Gielen, afkomstig uit de gemeente Venlo, is in zijn loopbaan viermaal Nederlands kampioen geworden.
- HBSV
- Swift Velden

### Theaters
- Theater de Maaspoort[21]
- Theater de Garage[22]
- Volkstheater Frans Boermans[23]
- Openluchttheater De Doolhof. Hier worden elke 5 jaar de Passiespelen Tegelen opgevoerd, een openlucht-bewerking van het bekende Bijbelverhaal[24]
- Theater De Bedoeling (begonnen als Theater 17/19). Hier zijn enkele kleine gezelschappen gevestigd, waaronder De Romeinen. Ook wordt hier de Venlose versie van de Poetryslam gehouden.
- Domani. Theater voor lichte muziek en danstheater.
- Raodhoes Blerick: niet specifiek een theater, maar in dit multifunctioneel centrum worden amateurvoorstellingen gehouden van Blerickse gezelschappen.
- Openluchttheater Velden[25]

### Media
Venlo had vanaf de 19e eeuw twee kranten: het Venloosch Weekblad en de Venlosche Courant. Deze fuseerden tot Nieuwe Venlosche Courant en bestond tot aan de Tweede Wereldoorlog. Daarna ging de krant verder onder de naam Dagblad voor Noord-Limburg, dat eind 20e eeuw samenging met de Zuid- en Midden-Limburgse De Limburger tot Dagblad de Limburger, en tegenwoordig eenvoudigweg De Limburger.
In 1982 ontstond uit de gelederen van de ziekenhuisomroep van het toenmalige Sint-Maartens Gasthuis het idee voor een commerciële omroep voor heel Venlo en begon Stadsomroep Venlo met zijn eerste tv-uitzending. De gemeente Tegelen had een eigen radio- en televisieomroep Stichting Lokale Omroep Tegelen (SLOT). Na de gemeentelijke herindeling in 2001 fuseerden beide omroepen tot Omroep Venlo, dat in 2007 zijn 25-jarig jubileum vierde. De gemeente Belfeld was tot de fusie met Venlo en Tegelen aangesloten op Omroep Maas en Grens.
Sinds 2020 heeft Venlo er een nieuw mediaplatform bij: Venlo Van Binnen. Dit platform brengt halfjaarlijks een papieren editie uit, en gebruikt daarnaast een internetwebsite.

### Muziek
Binnen de provincie Limburg heeft Venlo de officieuze titel Stad van 1000 Leedjes gekregen. De reden voor deze opsteker is vooral dat door de jaren heen Venlose artiesten of liedjesschrijvers vaak het winnende liedje op het Limburgs Vastelaovesleedjes Konkoer maakten. De laatste jaren zijn er ook steeds meer (nationale en internationale) bands en artiesten bijgekomen die hun oorsprong in de gemeente Venlo hebben, al dan niet in het dialect zingend. Enkele van deze namen:
- Arno Adams
- Peter Beeker
- Frans Boermans
- Hay Crompvoets
- Leon Giesen
- King Mo
- Minsekinder
- Frans Pollux

### Carnaval
Venlo is bekend om zijn vastelaovend met een uitgebreid repertoire van lokale carnavalsliedjes die al vanaf het eind van de 19e eeuw in de vorm van een prijsvraag gekozen worden. De vastelaovesvereniging Jocus organiseert elk jaar een liedjesavond, waarbij van de andere Venlose carnavalsverenigingen ieder vijf leden in een wijk-jury zitten. Veel liedjes staan op naam van het duo Frans Boermans en Thuur Luxembourg. Een ander fenomeen zijn de Joekskapellen, waarvan Venlo er ongeveer 30 binnen haar grenzen heeft. Als oudste carnavalsvereniging van Nederland is VVG Jocus onlosmakelijk met het Venlose carnaval verbonden. Andere verenigingen in Venlo die een prins uitroepen zijn VVG de Kwas, VG de Törvers, VG de Vogelhut, VV Boëte De Paort, VG de Vaegers, VV de Kaetelaers, VV de Gaaskaetel, VV de Moeraskwaakers, De wien, De Poerker, de Beerpiëp. In de gemeente Venlo wordt sinds 2004 ook een Groot Venloosche Nar uitgeroepen door 'g.v.v.g. De 3-kes' (Groot-Venlo).
Elk dorp en elke wijk heeft zijn eigen carnavalsvereniging. De bekendste zijn:
- Kaetelaers
- Jocus
- De Wannevleegers

### Monumenten
De gemeente Venlo kent 469 officiële monumenten.
- Lijst van rijksmonumenten in Venlo (gemeente)
- Lijst van gemeentelijke monumenten in Venlo (gemeente)
- Lijst van oorlogsmonumenten in Venlo

### Recreatie, toerisme en bezienswaardigheden

#### Venlo
Venlo herbergt een aantal recreatieve mogelijkheden en bezienswaardigheden, zoals musea, historische panden en (stads)parken:
- Museum van Bommel van Dam, Limburgs eerste museum voor moderne kunst;
- Limburgs Museum, volkenkundig museum over archeologie, cultuur en geschiedenis van Limburg;
- VVV-Venlo, Venlo's vereniging voor betaald voetbal;
- natuurgebieden de Jammerdaalse Heide, het Zwart Water en de Grote Heide;
- restanten Fort Sint-Michiel, van origine een Spaans fort op de westoever van de Maas.

#### Tegelen
Meerdere historische gebouwen zijn in Tegelen sinds de Tweede Wereldoorlog door verschillende oorzaken verdwenen. Tijdens de oorlog werden onder meer de dubbele villa Lengs en Huize Gusto verwoest. Om plaats te maken voor de kleigroeve van Russel-Tiglia werd in 1962 kasteelboerderij Wambach gesloopt en in 1967 brandde de Holtmeule, de laatste watermolen van Tegelen af. Vanaf eind jaren zestig werden vanwege weinig doordachte bestemmingsplannen vele historische panden in het centrum gesloopt, waardoor hier slechts enkele interessante panden bewaard zijn gebleven. De meeste bezienswaardigheden zijn buiten het centrum en rond de oude markt te vinden:
- Kasteel Holtmühle uit de 17e eeuw, heden in gebruik als hotel. Het oorspronkelijke kasteel werd gebouwd in de 14e eeuw. Naast het kasteel bestaan er ook nog twee poortgebouwen en een tiendschuur.
- Sint-Martinuskerk – De vierde kerk op deze plaats. Delen van de toren zijn nog van de derde kerk uit 1430. De eerste Sint-Martinuskerk werd hier rond 720 gesticht.
- Kranenbreukershuis – Brouwerij / pottenbakkerswerkplaats uit 1767 / 1829 (rijksmonument)
- Coöperatie-gebouwen van de RK Verbruiksvereeniging "de Volharding"
- Botanische tuinen Jochumhof

Daarnaast zijn er kloostercomplexen en fabrikantenvilla's in Steyl:
- Missiehuis St. Michaël – Kloostergebouwen met werkplaatsen, tuinen en Missiemuseum
- Sint Gregorklooster (deel van missiehuis), Heilige Geest-klooster, Heilig Hart-klooster
- Villa Elise en Landhuis Moubis- De Rijk (later Sint Jozef-klooster)

En verder bezienswaardigheden boven Op de Heide:
- Abdij Ulingsheide – Trappistenkloostercomplex
- Villa Maria (rijksmonument)
- Watertoren Steyl, de op een na oudste watertoren van WML (rijksmonument)
- Watertoren Egypte, de andere monumentale watertoren in Tegelen.
- Speelpark Klein Zwitserland natuurlijk speelpark voor kinderen, met onder andere een midgetgolf en een natuurspeelbos

Zie de lijst van rijksmonumenten in Tegelen voor de ongeveer tachtig rijksmonumenten.

#### Arcen en Velden
De voornaamste zijn:
- Kasteel Arcen, vooral de kasteeltuinen worden druk bezocht.
- Thermaalbad Arcen
- Hertog Jan Brouwerij

## Economie

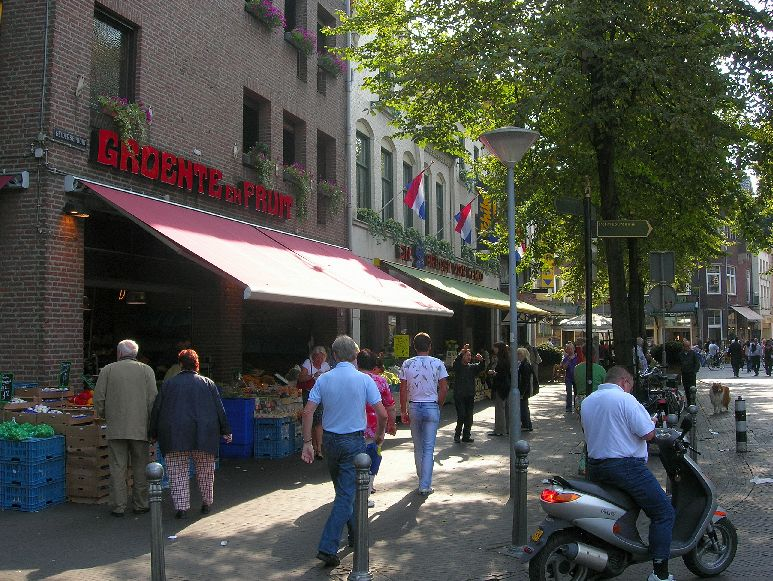
Venlo als inkoopstad voor de oosterburen

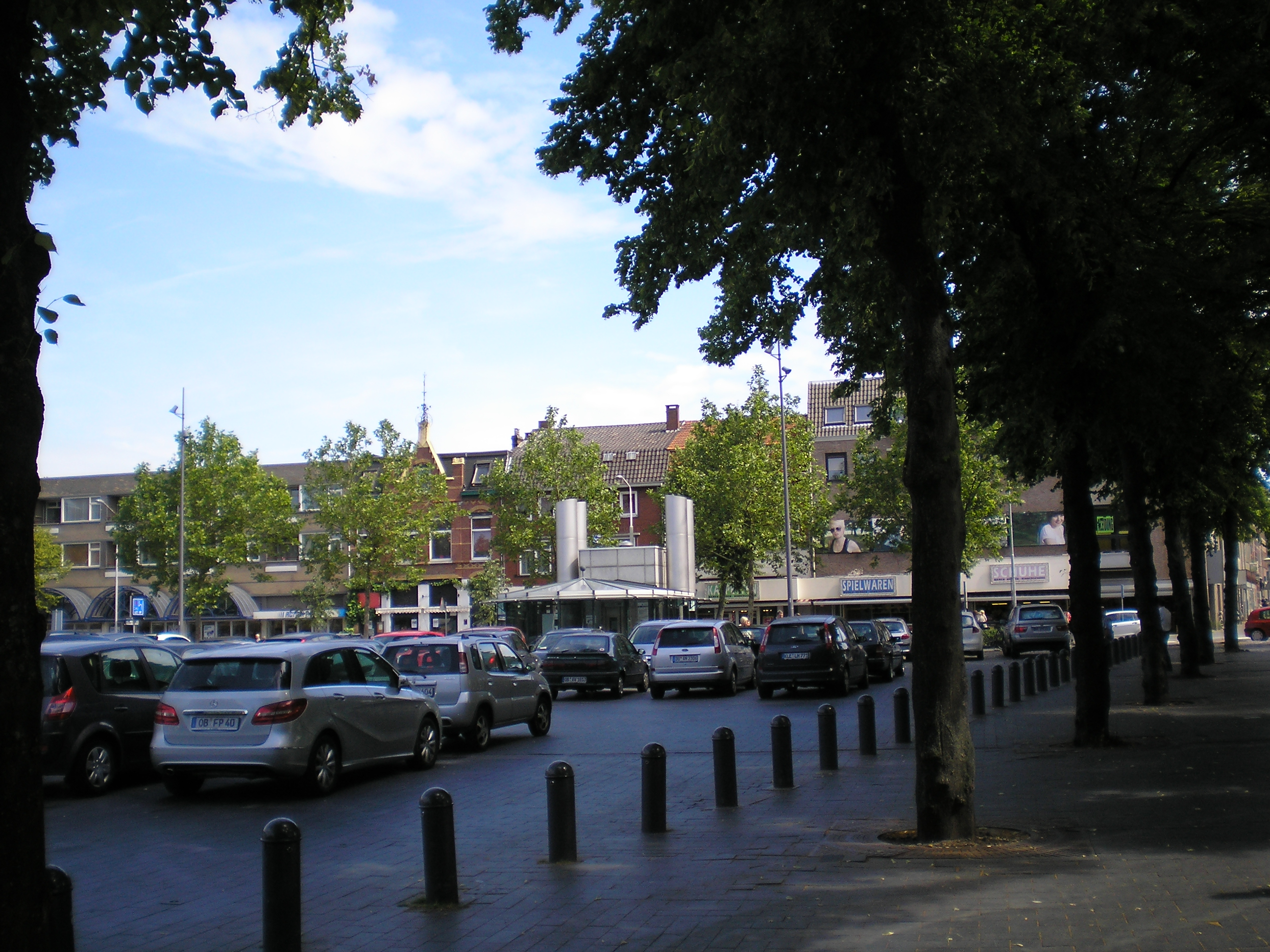
Monseigneur Nolensplein te Venlo met voornamelijk auto's van Duitse kooptoeristen en rond het plein diverse Duitse winkels

### Middenstand
De detailhandel in de binnenstad van Venlo is sinds de jaren 60 gebaat bij de bezoekers uit het Duitse achterland, vooral afkomstig uit het nabije en dichtbevolkte Ruhrgebied. Deze bezoekers komen naar Venlo om hier te winkelen. Vooral op Duitse feestdagen, waarbij in Duitsland de winkels verplicht gesloten zijn, is het vaak druk in Venlo. In bepaalde winkels, in de zogenaamde Duitse hoek, wordt men vaak eerst in het Duits aangesproken, alvorens op het Nederlands of het dialect overgegaan wordt. Ook de prijzen stonden bij deze winkels tot voor de invoering van de euro vermeld in de eertijdse munteenheid Duitse mark (DM). Vooral groente en fruit, kaas en boter (hiervan is de Duitse term "Butterfahrt" afkomstig), Duitse(!) koffie en sigaretten zijn geliefd bij de Duitse bezoekers. Opmerkelijk is, dat een aan het Venloos verwant dialect ook wordt gesproken in het Duitse gebied tot kilometers over de grens, maar dat hangt samen met de historische, politieke en culturele achtergrond van Noord-Limburg en Noordrijn-Westfalen (zie Hertogdom Gelre). Door het speciaal op het Duitse kooptoeristen toegespitste winkelaanbod rondom het plein ontvangt Venlo jaarlijks circa 5 miljoen bezoekers uit voornamelijk het aangrenzende Ruhrgebied.

### Industrie

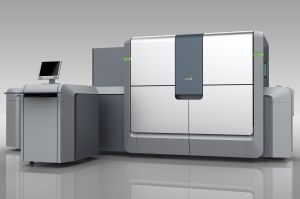
Océ bedrijfscopier

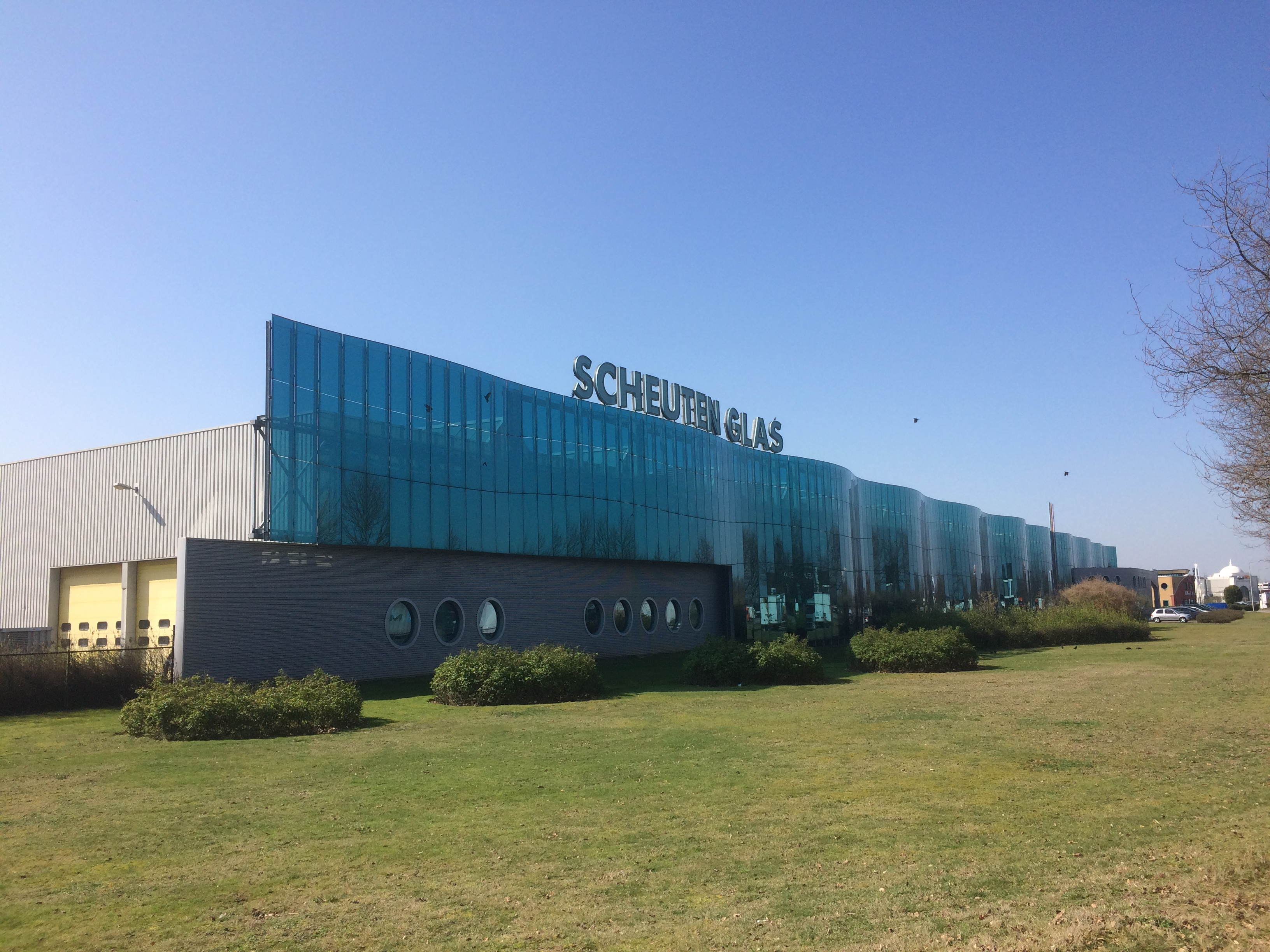
Hoofdkantoor van de Scheuten Groep

Het begin van de Venlose industrie begon met bedrijven zoals de boterkleurselfabriek Van der Grinten N.V. en de gloeilampenfabriek Goossens, Pope & Co. In 1909 kwam fietsenfabriek Valuas. Beeldenfabriek "Sint-Joseph", aan Emmastraat 84-86, had een pand uit 1916, dat echter in 2008 werd gesloopt. Ook in 1916 vestigde zich een productielocatie van de Duitse firma Enfa in Venlo, voor de productie van enveloppen. Deze stopte de productie in 2014.
Instrumentenfabriek Nedinsco vestigde zich in 1921. Anno 2007 zijn kopieer- en printerbedrijf Océ (voortgekomen uit Van der Grinten N.V.), vervoersbedrijf Frans Maas (met DFDS gefuseerd tot DSV) en kantoorartikelenbedrijf Office Depot bekende bedrijven in Venlo. Maar ook Scheuten Glas en Lagotronics maken hun opmars. De internationale webshop vidaXL verplaatste haar hoofdkantoor en distributiecentrum in 2017 naar Venlo.

### Logistiek

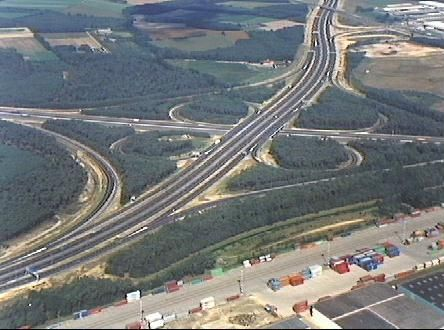
Knooppunt Zaarderheiken

Vooral in de vervoersbranche werd Venlo aan het begin van de twintigste eeuw groot, door een strategische ligging aan de grens op een kruising van de Maas en het spoor. De grootste bedrijventerreinen zijn gelegen in stadsdeel Blerick aan de snelwegen A73 en A67 (knooppunt Zaarderheiken). Hier ligt ook de grote groente- en fruitveiling ZON, oorspronkelijk opgericht als Venlose Veiling Vereeniging aan Rodestraat 5-9. De A67 loopt in Duitsland over in de BAB40. Daarnaast vormt de A74 een verbinding met het Duitse achterland via de BAB61 (de Linksrheinische Autobahn) en de BAB40, richting Duisburg. De Maas is enige tijd in mindere mate gebruikt als vervoersader, maar sinds de bouw van de bargeterminal is het vervoer over de Maas voor Venlo weer in opkomst.

#### Terminals

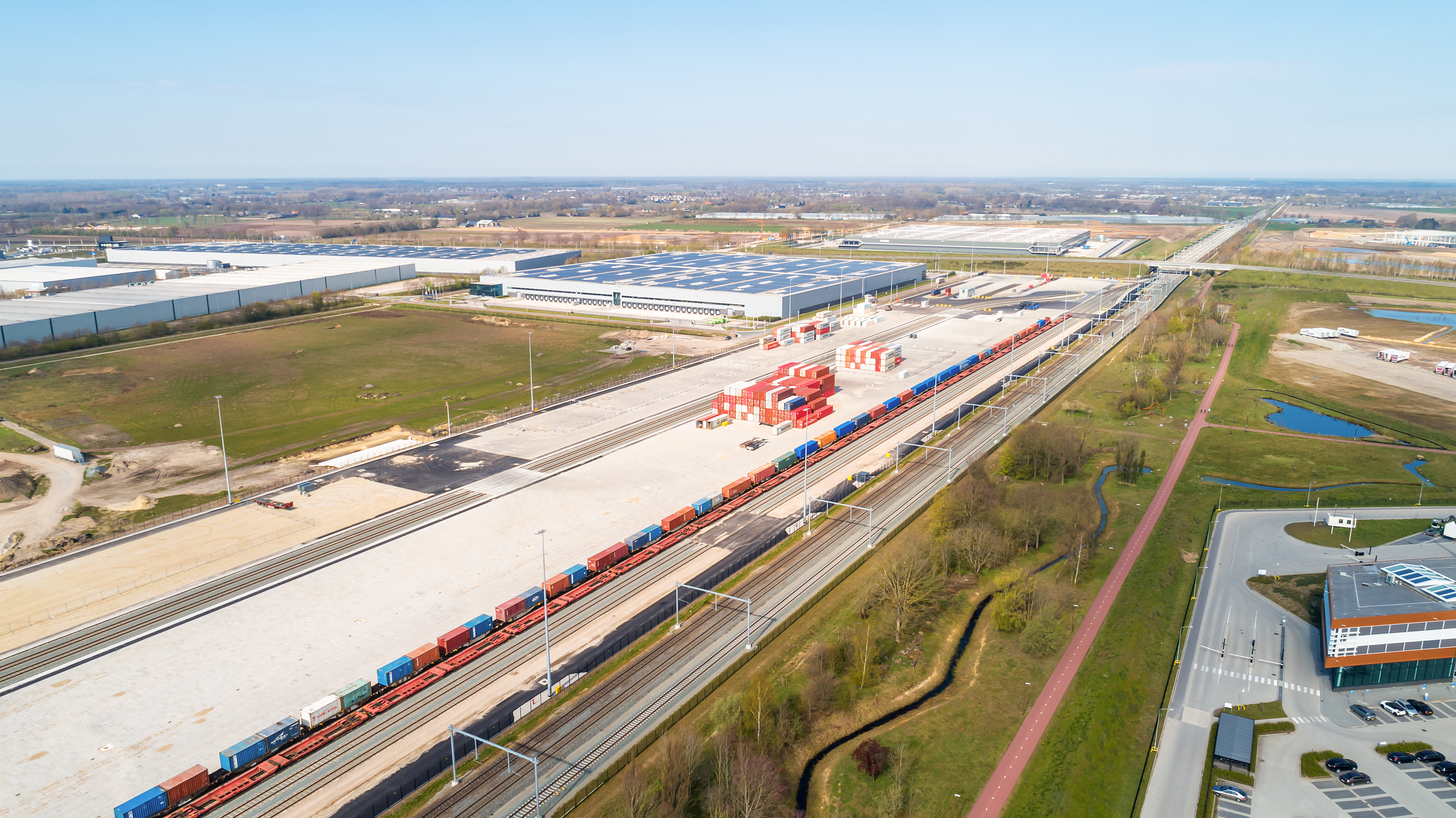
Railterminal Greenport, de grootste inlandse railterminal van Europa

Verder is Venlo tevens een belangrijke schakel tussen de haven van Rotterdam enerzijds en het Europese binnenland anderzijds. Sinds 1982 beschikt Venlo over een railterminal. Anno 2023 liggen er drie railterminals op Venloos grondgebied, waaronder de grootste inlandse railterminal van Europa.

### Industrie- en handelsgebieden

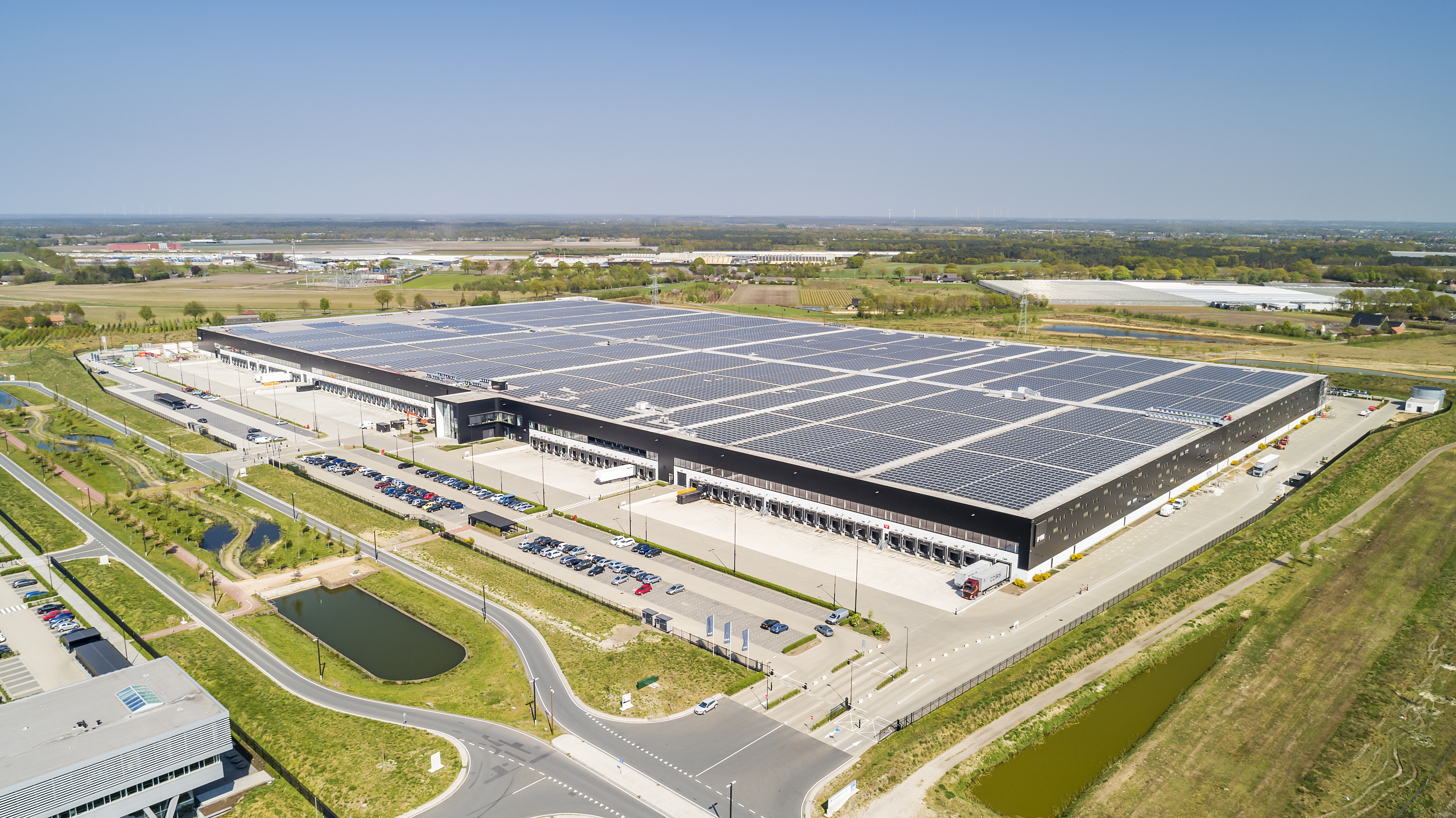
Bedrijfskavel Greenport Venlo

| - Venlo - Veegtes - Noorderpoort - Océ - Genooyerbergen - Keulse Barrière / Kreuzackersfeld - Hagerhof-Oost - Lomm - Spikweien | - Blerick - Ubroek - Venlo Trade Port - Trade Port West - Trade Port Noord - Trade Port Oost - Greenport Venlo met daarin de bedrijventerreinen - Venlo Greenpark - Fresh Park Venlo (voorheen ZON Fresh Park geheten) - Klavertje 4 | - Tegelen - Krekelsberg - Windhond - Kaldenkerkerweg West - Kaldenkerkerweg Oost - Belfeld - Witveld - Geloërveld - Pannenberg |

## Verkeer en vervoer
Bruggen over de Maas (stroomafwaartse volgorde):
- : autosnelwegbrug met aan stroomafwaartse zijde een fiets/bromfietspad en een voetpad
- : stadsbrug met aan stroomopwaartse zijde een fiets- en bromfietspad en aan de stroomafwaartse zijde een voetpad (voormalig fietspad met voetgangersstrook)
- spoorbrug tussen station Blerick en station Venlo met fietspad aan stroomafwaartse zijde (verboden voor voetgangers)
- Noorderbrug

### Wegverkeer

#### Rechtstreekse snelwegverbindingen

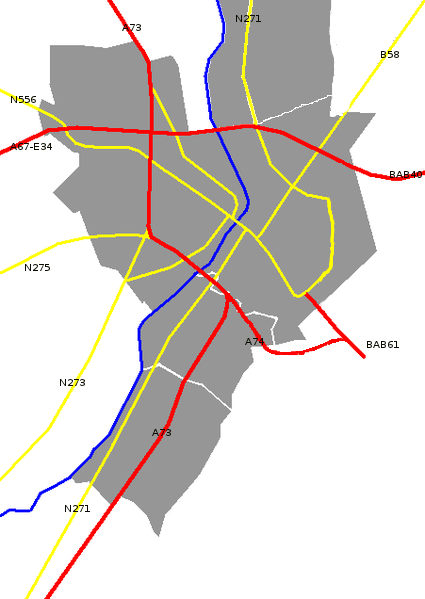

- Antwerpen - Eindhoven - Venlo - Ruhrgebied ( Duitsland)
  - Deze snelweg maakt onderdeel uit van de  en loopt vanuit België vanuit de  via Eindhoven en Venlo in Duitsland over in de .
- Nijmegen - Venlo - Roermond
- Venlo - Mönchengladbach - Koblenz - Speyer - Hockenheim ( Duitsland)

#### Provinciale en regionale wegen
- naar Heumen via Arcen, Velden, Nieuw Bergen en Gennep in noordelijke richting
- naar Ittervoort via Baarlo
  - Beter bekend als de Napoleonsbaan
- naar Maasbree
  - Beter bekend als de Maasbreese weg
- van de  naar de   voor een verbinding met de  voor de ontsluiting van Greenport
  - Beter bekend als de Greenportlane
- naar Wanssum via Grubbenvorst en Broekhuizenvorst
- naar Sevenum
  - Beter bekend als de Eindhovense weg
- naar Beckum ( Duitsland) via Straelen, Geldern, Wesel, Haltern

#### Grensovergangen
Er zijn in de gemeente Venlo diverse wegen om de grens naar Duitsland te passeren. Deze verschillen van geasfalteerde binnenweg tot autosnelweg. Van noord naar zuid zijn dit:
Arcen
- L480 Lingsforterweg naar Auwel-Holt (Straelen)

Velden
- Straelseweg naar Straelen

Venlo
- naar Straelen
- L2 Herongerberg naar Niederdorf
- Grensweg naar Louisenburg
- naar het Ruhrgebied
- K2 Grensovergang Schwanenhaus naar Kaldenkerken
- via  naar Mönchengladbach

Tegelen
- L29 Kaldenkerkerweg naar Kaldenkerken

Belfeld
- Maalbekerweg naar Kaldenkerken (alleen toegankelijk voor (brom)fietsers en voetgangers.)

### Spoorwegen

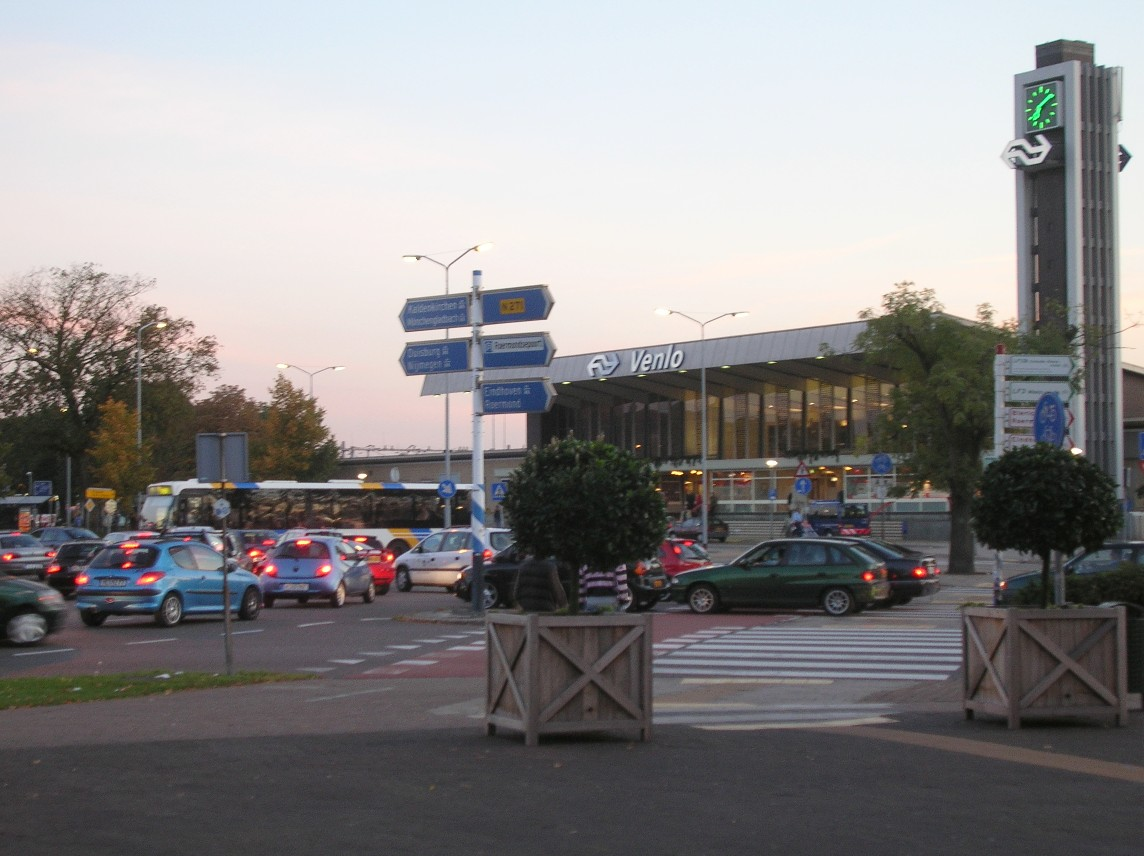
Station Venlo

#### Stations
De gemeente Venlo telt drie treinstations:
- Station Venlo
- Station Blerick
- Station Tegelen

Voormalige stations:
- Station Belfeld tot 10 juni 1940
- Station Venlo Oostsingel tot 17 september 1944
- Station Heyerhoeven tot 27 juni 1955

#### Spoorlijnen
Binnen de gemeente Venlo zijn er treinsporen in vier windrichtingen.
- Naar Eindhoven (Staatslijn E): Over deze spoorlijn rijden de treinen van de Nederlandse Spoorwegen als intercity richting station Eindhoven Centraal en verder, waarbij tot aan station Deurne op alle stations gestopt wordt.
- Naar Nijmegen (Maaslijn): Over deze spoorlijn rijden de stoptreinen van Arriva naar station Nijmegen toe.
- Naar Roermond (Staatslijn E en ook wel Maaslijn genoemd): Over deze spoorlijn rijden de stoptreinen van Arriva naar station Roermond toe.
- Richting Mönchengladbach: Over deze grensoverschrijdende spoorlijnen rijden de Regional-Express treinen van Eurobahn richting Mönchengladbach Hauptbahnhof en verder, waarbij tot aan Mönchengladbach Hauptbahnhof als stoptrein gereden wordt.

#### Voormalige treinverbindingen
- Spoorlijn Büderich - Venlo, als onderdeel van de treinverbinding Parijs-Hamburg ('Paris-Hamburger Bahn'). Deze verbinding is opgeheven en het spoor gesloopt in 1936. Vanaf Haltern tot Hamburg heet deze lijn de Rollbahn. Deze spoorlijn had ook een eigen station.

#### Railterminals
In Venlo liggen tevens drie railterminals. Een daarvan betreft Railterminal Greenport, de grootste inlandse railterminal van Nederland, en beslaat 28 hectare met 8 sporen en een capaciteit van 12 treinen per dag.

### Busvervoer

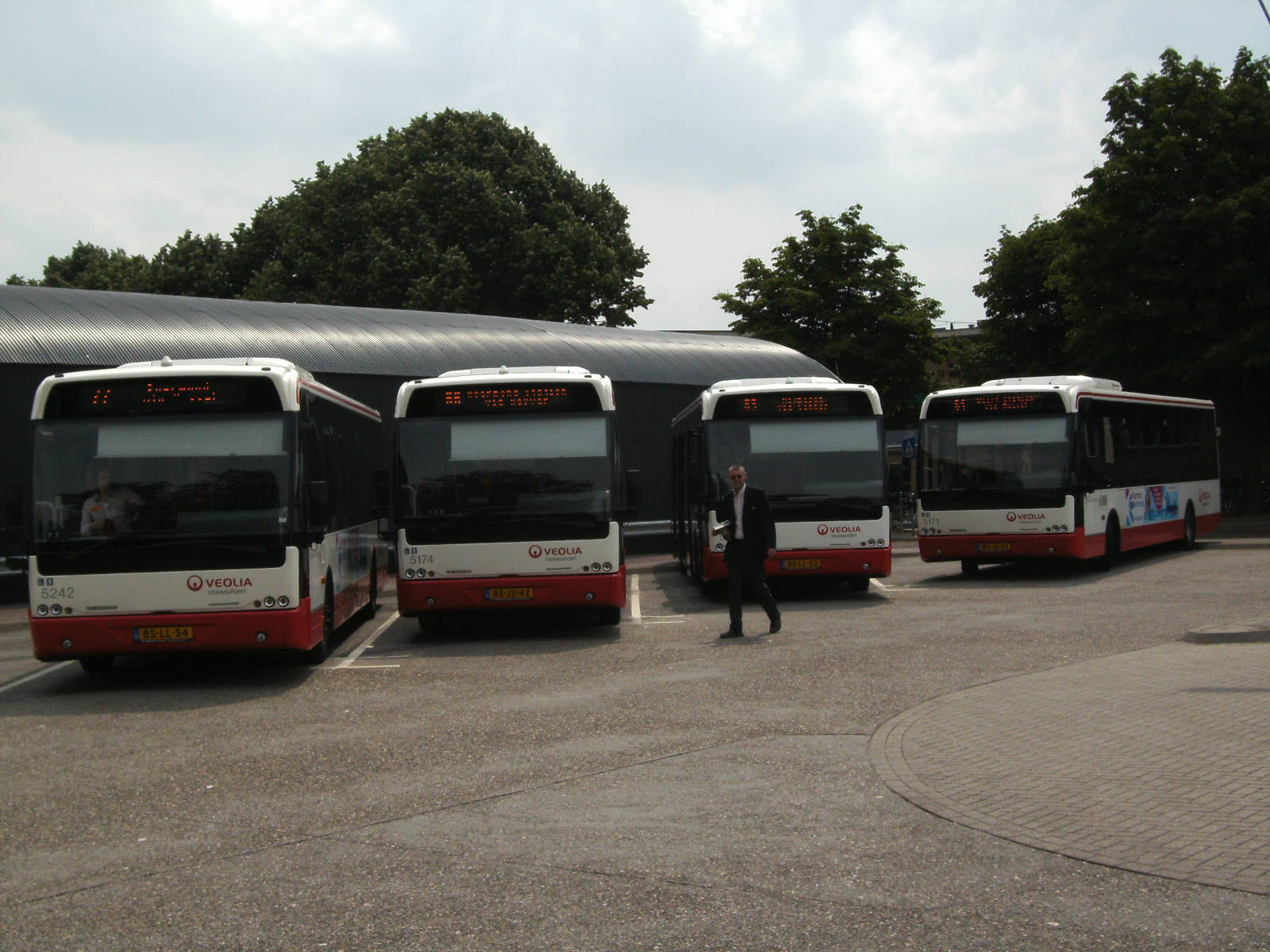
Bussen op het busstation van Venlo

Het busvervoer in Venlo wordt verzorgd door Arriva.
| Stadsdienst vanaf station Venlo - Lijn 1 Station - Ziekenhuis - Tegelen Heide - Kaldenkerken - Lijn 2 Station - Klingerberg - Lijn 3 Station - Vossener - Lijn 4 Ringlijn Stalberg (linksom) - Lijn 5 Ringlijn Stalberg (rechtsom) - Lijn 811 Arriva Vlinder Venlo | Streekvervoer vanaf station Venlo - Lijn 29 naar Neukirchen-Vluyn en indirect Duisburg (door NIAG) - Lijn 66 naar Roermond via Reuver - Lijn 70 naar Weert via Panningen - Lijn 72 naar Roermond via Roggel - Lijn 77 naar Roermond via Kessel - Lijn 83 naar Nijmegen (samen met Hermes) - Lijn 86 naar Horst via Blerick - Lijn 87 naar Venray via Horst - Lijn 88 naar Venray via Lottum - Lijn 89 naar Venray via Horst (rijdt buiten de spitsuren alleen het traject Venray - Horst) - Lijn SB42 naar Kerken via Straelen - Enkele schoolbussen |

Vroeger werd het busvervoer in Venlo onderhouden door Zuidooster. In 1953 raakte Zuidooster de lijn Venlo-Tegelen-Steyl kwijt aan het Roermondse bedrijf Nedam Autobus Onderneming (NAO). In 1995 fuseerde Zuidooster met de Verenigd Streekvervoer Limburg tot Hermes Groep NV. Hermes verzorgde tot 2006 het busvervoer in en rond Venlo. Daarna nam Veolia Transport gedurende 10 jaar het busvervoer op zich. Vanaf eind 2016 is het busvervoer naar Arriva gegaan.
Verder wordt er internationaal openbaar busvervoer aangeboden door Flixbus.

### Verdwenen tramlijnen
In de tweede helft van de 19e eeuw en de eerste helft van de 20e eeuw liepen er door de gemeente een drietal tramlijnen.
- In 1888 werd als eerste de tramlijn Venlo - Tegelen - Steyl (VTS) in dienst genomen,
- In 1909 werd de tramlijn Venlo - Maasbree - Helden (VMH) in dienst genomen,
- In 1913 werd de Maas-Buurtspoorweg (MBS) in dienst genomen.

### Waterverbindingen

#### Havens
Venlo is van oudsher een overslagplaats. Er wordt in Venlo nog overgeslagen. Seacon Logistics ontwikkelt een containeroverslagplaats (een zogenaamde barge-terminal). Hier wordt de lading van zeeschepen, die ook geschikt is voor binnenvaart, overgeladen op goederentreinen.
Daarnaast kent Venlo ook enkele havens voor de pleziervaart:
- Jachthaven Blerick
- Passantenhaven Venlo
- Passantenhaven Blerick
- Passantenhaven Arcen

#### Veerverbindingen
De stad kent op het moment een aantal veerverbindingen.
Met de gemeente Peel en Maas:
- Steyl naar Baarlo v.v.

Met de gemeente Horst aan de Maas:
- Velden naar Grubbenvorst v.v.
- Lomm naar Lottum v.v.
- Arcen naar Broekhuizen v.v.

Verder sinds kort met de gemeente Horst aan de Maas:
- Arcen naar Lottum (voetveer) v.v.

#### Maashopper
Ook is het mogelijk om vanuit Venlo met een (fietspendel)boot over de Maas te reizen naar de volgende bestemmingen:
- Veerstoep Steyl
- Passantenhaven Blerick (op verzoek)
- Maaskade Venlo
- Veerstoep Grubbenvorst (op verzoek)
- Passantenhaven Arcen

### Luchtverbindingen
In de Tweede Wereldoorlog lag in Venlo op de Groote Heide een grensoverschrijdend militair vliegveld 'Vliegbasis Venlo-Herongen', het grootste militaire vliegveld van de Duitsers, van waaruit onder andere Londen werd gebombardeerd. Dit vliegveld werd op zijn beurt aan het einde van die oorlog gebombardeerd door de geallieerden, en is na de oorlog niet meer als zodanig in gebruik genomen. Een gedeelte van voormalig Fliegerhorst is nog in gebruik door de Duitse Bundeswehr, en de heide waar het vliegveld lag wordt gebruikt voor zweefvliegen.
Sinds 17 december 2009 heeft Venlo een vliegveld onder de naam TrafficPort Venlo, voor een- en tweemotorige kleine vliegtuigjes en helikopters.

## Prijzen
- 2002 Groenste stad van Nederland
- 2003 Groenste stad van Europa
- 2004-2008 Logistieke hotspot van Nederland (prijs voor beste logistieke knooppunt)
- 2010-2011/2013/2015 Logistieke hotspot van Nederland (samenwerking met Venray)[30][31][32]
- 2013 Hoofdstad van de smaak[33]
- 2013-2015 Beste Binnenstad van Nederland, categorie middelgrote steden van Nederland